# Vandteknisk Museum
Vandteknisk Museum er et teknisk museum i Aalborg, der viser, hvordan vandværker fungerer. Det blev etableret i 1992 af Aalborg Kommune, og det er indrettet i Vandværket på Sønderbro. Udstillinen består bl.a. af dampkedler og elpumper, som står i den gamle maskinhal med dele tilbage fra 1893.